# 鮭延秀綱
鮭延秀綱（日语：／ Sakenobe Hidetsuna，1563年—1646年8月2日）是日本戰國時代的武將，佐佐木貞綱次男，最上氏家臣，鮭延城主。鮭延氏近江源氏佐佐木氏的一族，尊宇多天皇之子敦實親王為遠祖。本為服從小野寺家的出羽國豪族。

## 生平

### 少年時期
在二十代當主綱村時開始侍奉出羽仙北小野寺氏，於最上川畔岩花一帶構築居城擔當小野寺氏南進的先鋒。永祿6年（1563年）秀綱之父貞綱擔任家督時，配合上杉謙信溯最上川攻打與上杉家叛將本庄繁長聯合的庄內大寶寺氏（武藤氏），但被武藤義增擊敗，退回真室內町，以鮭川左近的鮭延城為居城，並改以地名鮭延為姓氏。戰後為了乞和，於是將次子秀綱當作人質送入武藤家。因此，鮭延秀綱年少時期都在敵人武藤家中度過。武藤氏由義增長子義氏繼任當主後，秀綱回到鮭延城並接替父親成為鮭延城主，秀綱深知身處亂世唯有增強自己的實力才是自保之道，於是多次整頓城防。

### 投降最上家
天正9年（1581年），鮭延城遭到最上義光的家臣氏家守棟攻打，在分家庭月城的庭月廣綱被氏家守棟勸降後，鮭延秀綱失去援力亦告臣服。天正13年6月（1585年），最上義光派遣重臣氏家守棟攻進庄內飽海郡時，鮭延秀綱寫信成功勸降武藤家的來次氏秀，使氏家守棟順利奪下飽海郡。翌年5月小野寺義道率6000兵進攻最上領，最上義光親率一萬最上軍迎擊，兩軍在有屋峠遭遇，最上軍被小野寺軍伏擊折損了數千兵士。最後是義光長子最上義康率領800精兵反擊，此戰中鮭延秀綱跟楯岡滿茂大為活躍，將小野寺軍擊退。 

### 小田原城之戰
天正18年(1590年)，豐臣秀吉出兵小田原北條氏，最上義光應邀出兵正式從屬豐臣家，不但得到本領安堵，更獲得了屬於小野寺家領地增田、湯澤的代官任命權，使義光得到謀奪小野寺家上浦郡的藉口，暗中密令鮭延秀綱及楯岡滿茂積極部屬上浦攻略。文祿元年(1591年)，秀吉發起朝鮮侵略，同時最上義光派鮭延秀綱和楯岡滿茂出兵上浦郡，率先攻打八口內。先鋒鮭延秀綱雖然成功擊破八口內的領主八口內定冬，但是也因為八口內定冬的死命拖延，為小野寺爭取時間能整合援軍，使鮭延秀綱再難討好而退兵。文祿4年(1595年)，在楯岡滿茂攻打小野寺家的湯澤城時擔任先鋒，討取八口內的領主八口內定冬。

### 關原之戰
慶長5年(1600年)，關原之戰爆發之際，呼應石田三成的直江兼續率領二萬四千大軍攻打最上家領有的村山郡，鮭延秀綱擔任援軍和楯岡光直、清水義親協助志村光安於長谷堂城抵禦上杉軍（長谷堂城之戰），在野戰時甚至一度逼近直江兼續的本陣，戰後被直江兼續讚譽：「鮭延之武勇、令人想起信玄、謙信」。在西軍戰敗的情報傳來後，直江兼續領兵撤退，鮭延秀綱擔任最上軍先鋒追擊，攻下酒田城。後來參與圍攻西軍的小野寺家橫手城時也立下軍功，戰後加封真室城，擁有一萬一千五百石的領地。
義光死後，由次男最上家親繼位，鮭延秀綱與新關久正、楯岡光直等重臣身為家中主流派活躍，但是家親早逝，繼承人嫡子義俊，頗無才能，於是以楯岡光直為首的鮭延秀綱、新關久正等重臣派支持改立義光四男山野邊義忠為新當主，最上氏頓時分裂並引發騷動，因而在元和8年（1622年）被將軍德川秀忠以內亂不休為由改易至近江大森一萬石，鮭延秀綱下野。

### 死亡
元和9年(1623年)，鮭延秀綱在幕府老中土井利勝的招攬下帶同14名家臣遠赴下總國佐倉出仕土井家，並在寬永10年（1633年）4月隨利勝轉封至古河。正保3年（1646年）病逝於古河，享壽84歳。其舊臣也在下總古河城下修建一所鮭延寺以紀念秀綱。

## 逸話
失去領地的鮭延秀綱喪失經濟來源，一度要依靠家臣出外乞食供養，此一情景被後世小說家海音寺潮五郎撰寫成小說《乞食大名》。

## 評價
鮭延秀綱早年以人質身份送入武藤家，壯年跟隨最上義光在戰場充分發揮所長，尤以長谷堂一役達到巔峰。然而，義光死後，身為重臣的秀綱也難免因家中騷亂而失去半生戎馬所換來的城池與榮耀，甚至與立花宗茂一般淪落到要靠家臣乞討為生。所幸有願意賞識昔日威名的古河藩藩主土井利勝招攬他為客將，而秀綱也以感激之心將所領均分與他共患難的十四名家臣，最後在古河藩安享晚年。